# BMW 02
BMW 02 — среднеразмерный автомобиль производства компании BMW, выпускавшийся с апреля 1966 по июль 1977 года. Являлся производной моделью от BMW Neue Klasse. Вытеснен с конвейера моделью BMW E21.

## 1600-2
BMW 1600-2 являлся первым автомобилем семейства BMW 02. Дизайнер BMW Вильгельм Хофмайстер поручил разработку автомобиля штатным дизайнерам Георгу Бертраму и Манфреду Реннену.
С 1967 года на базе BMW 02 выпускался кабриолет. В 1971 году он был заменён хетчбэком targa-top.
К окончанию производства было выпущено 25827 экземпляров.

### Галерея

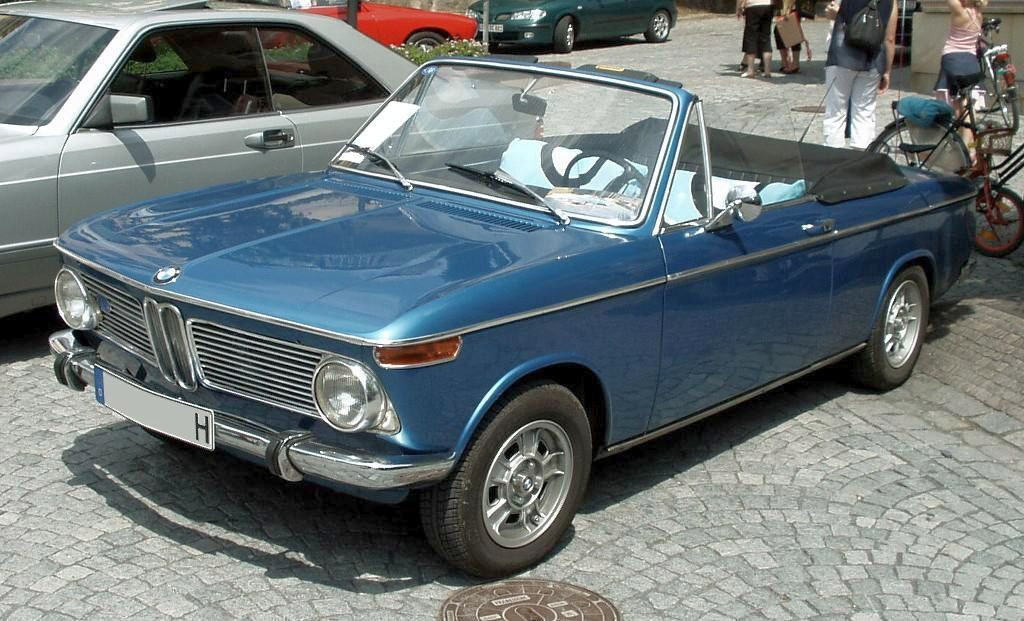
BMW E114
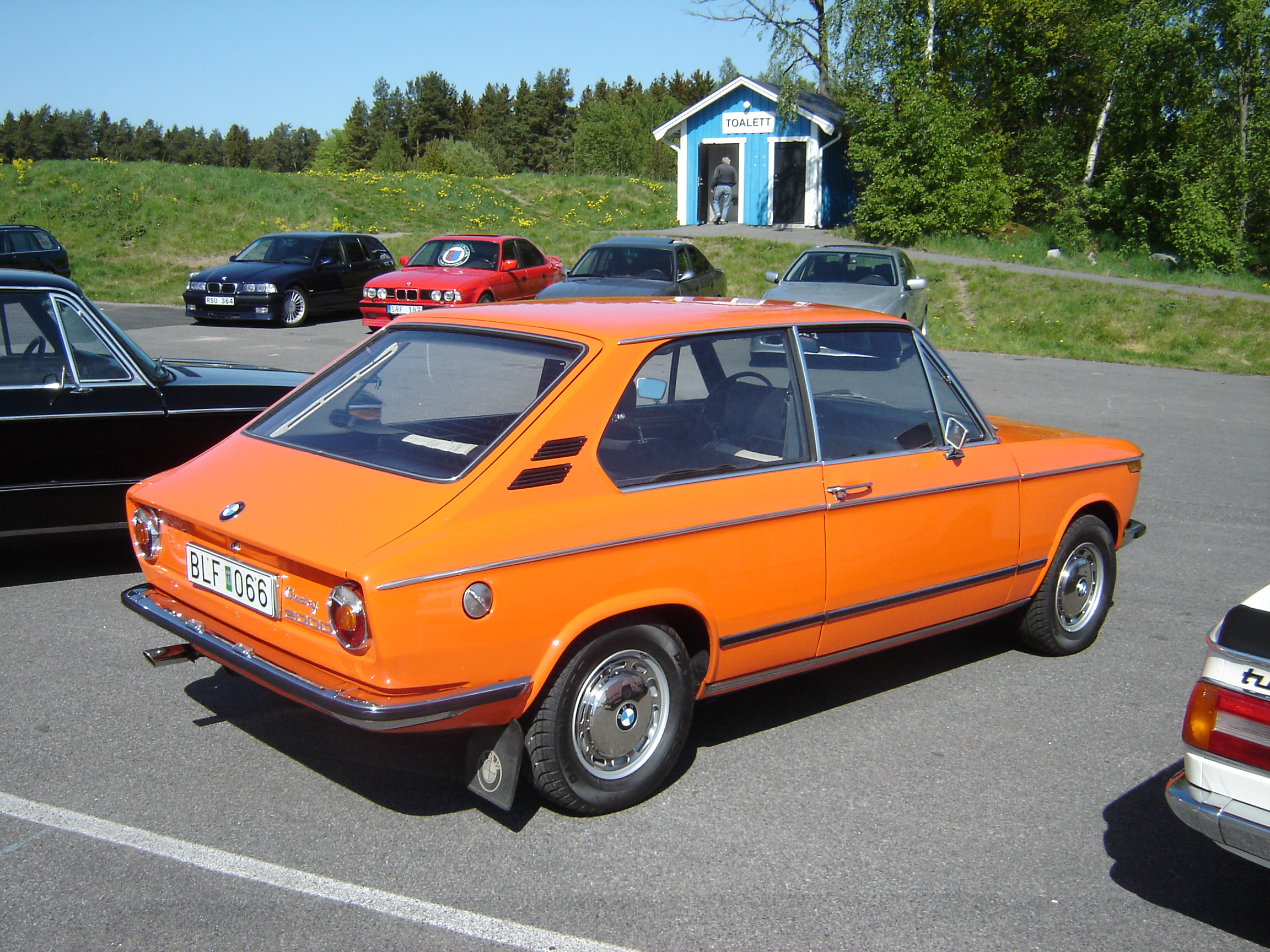
BMW 2000 Touring

## 1600-2/1602

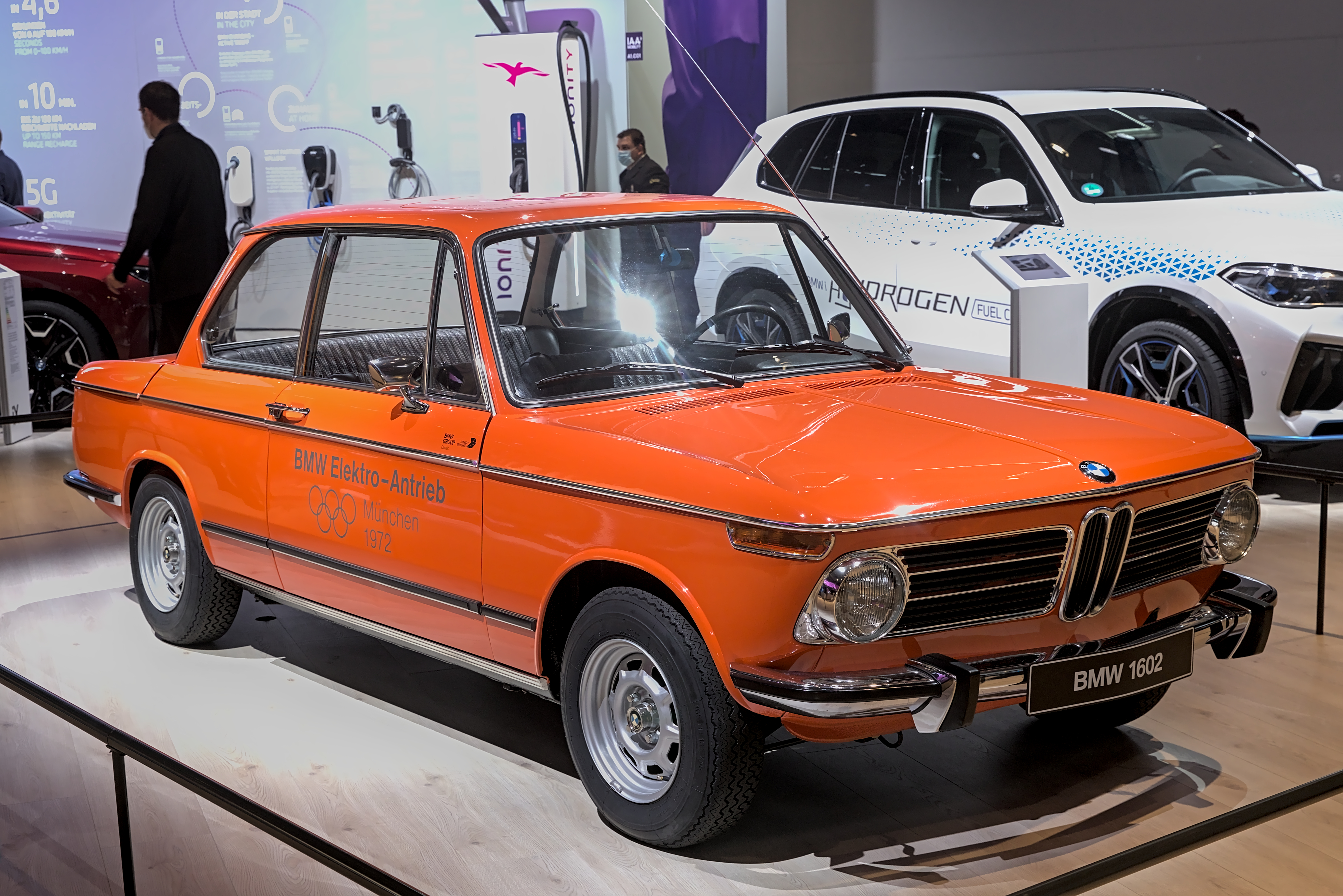
BMW 1602 Elektro

Автомобиль BMW 1600-2 был представлен в марте 1966 года на Женевском автосалоне. Продавался до 1975 года.

## 2002
BMW 2002 впервые был представлен в 1971 году. Это был первый автомобиль с двигателем с турбонаддувом. Максимальная скорость автомобиля 211 км/ч.

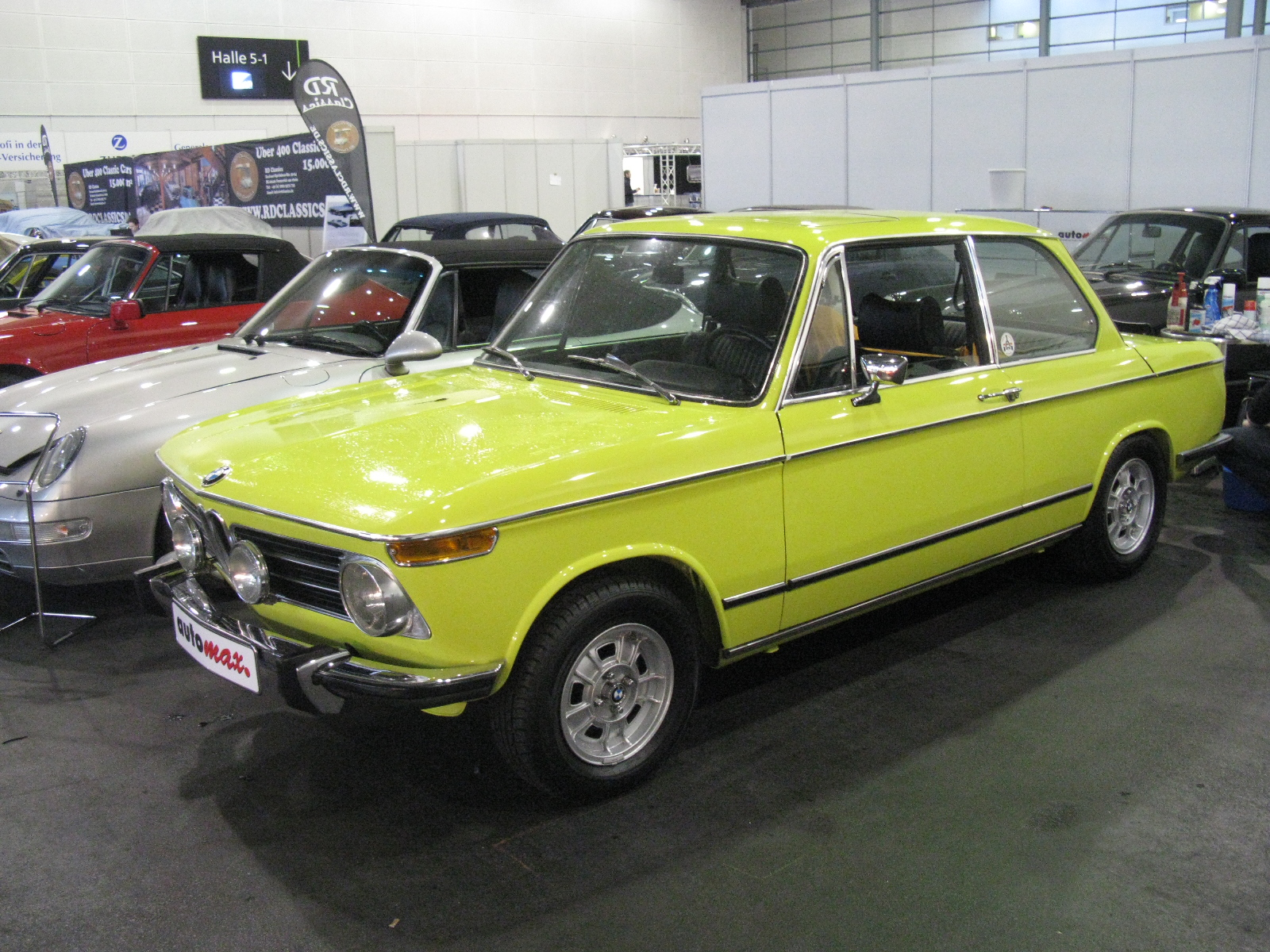
BMW 2002 tii
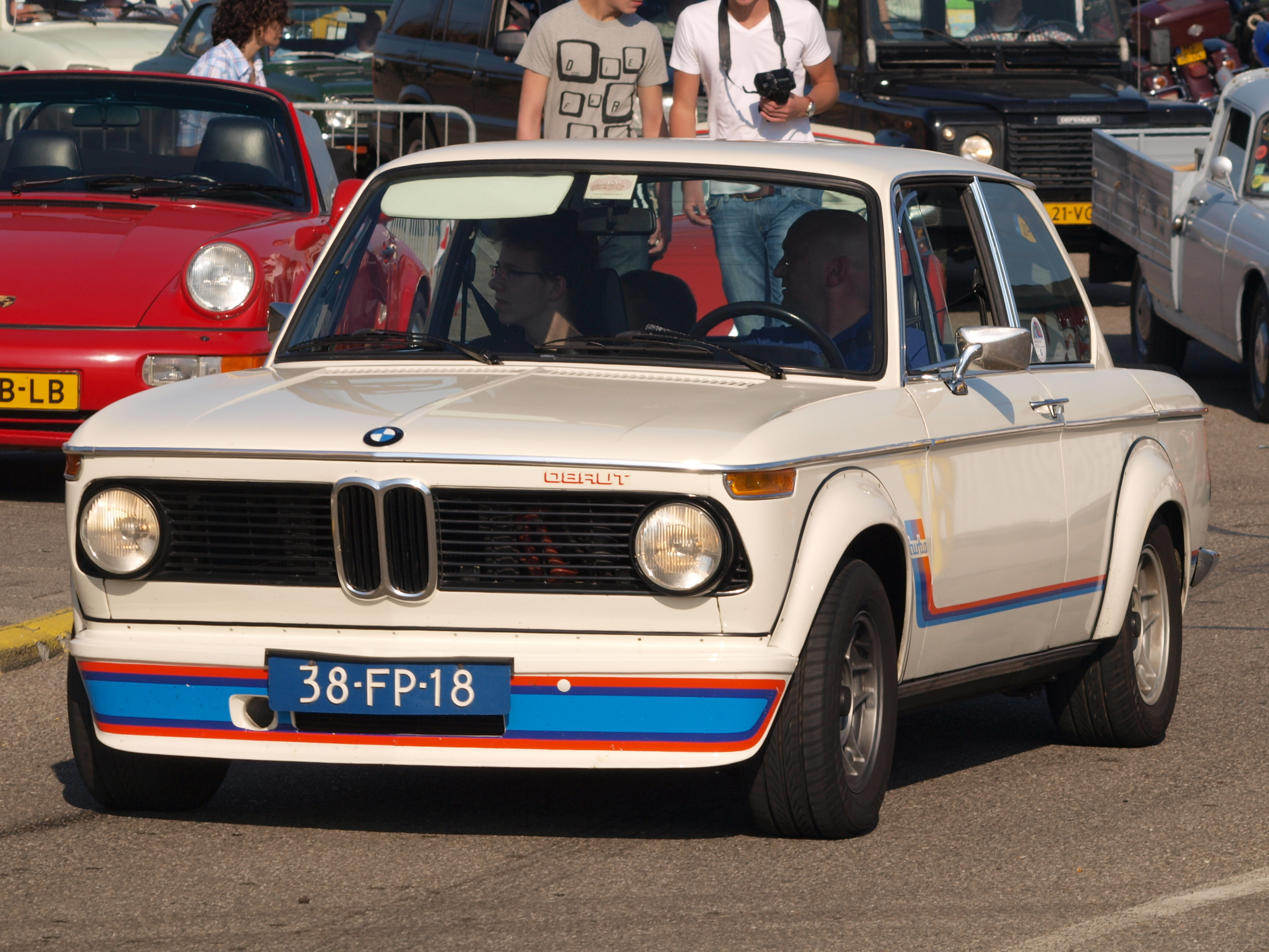
BMW 2002 Turbo

## 1802

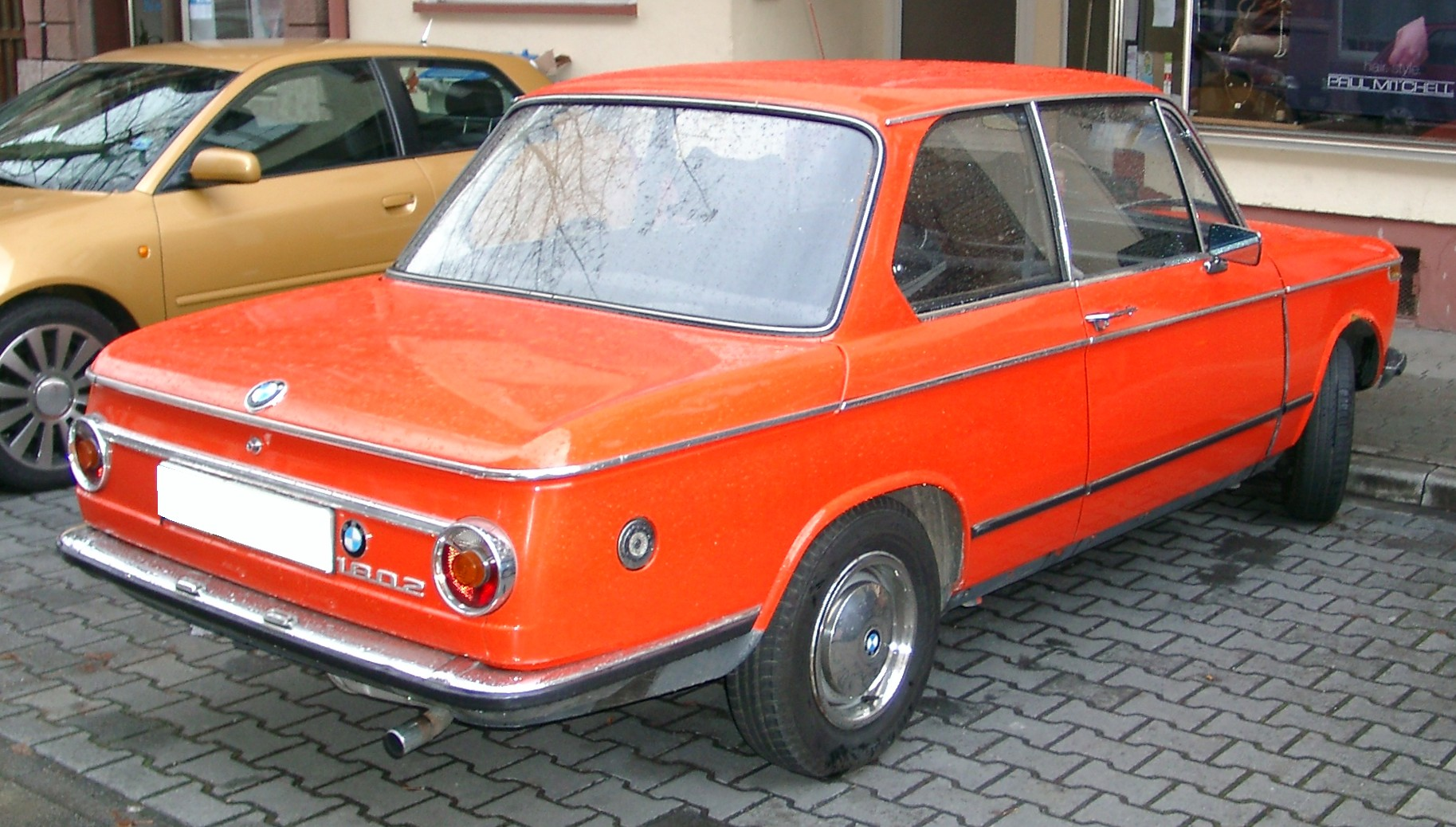
BMW 1802

Автомобиль BMW 1802 был представлен в 1971 году. Его производство длилось до 1974 года.

## 1502

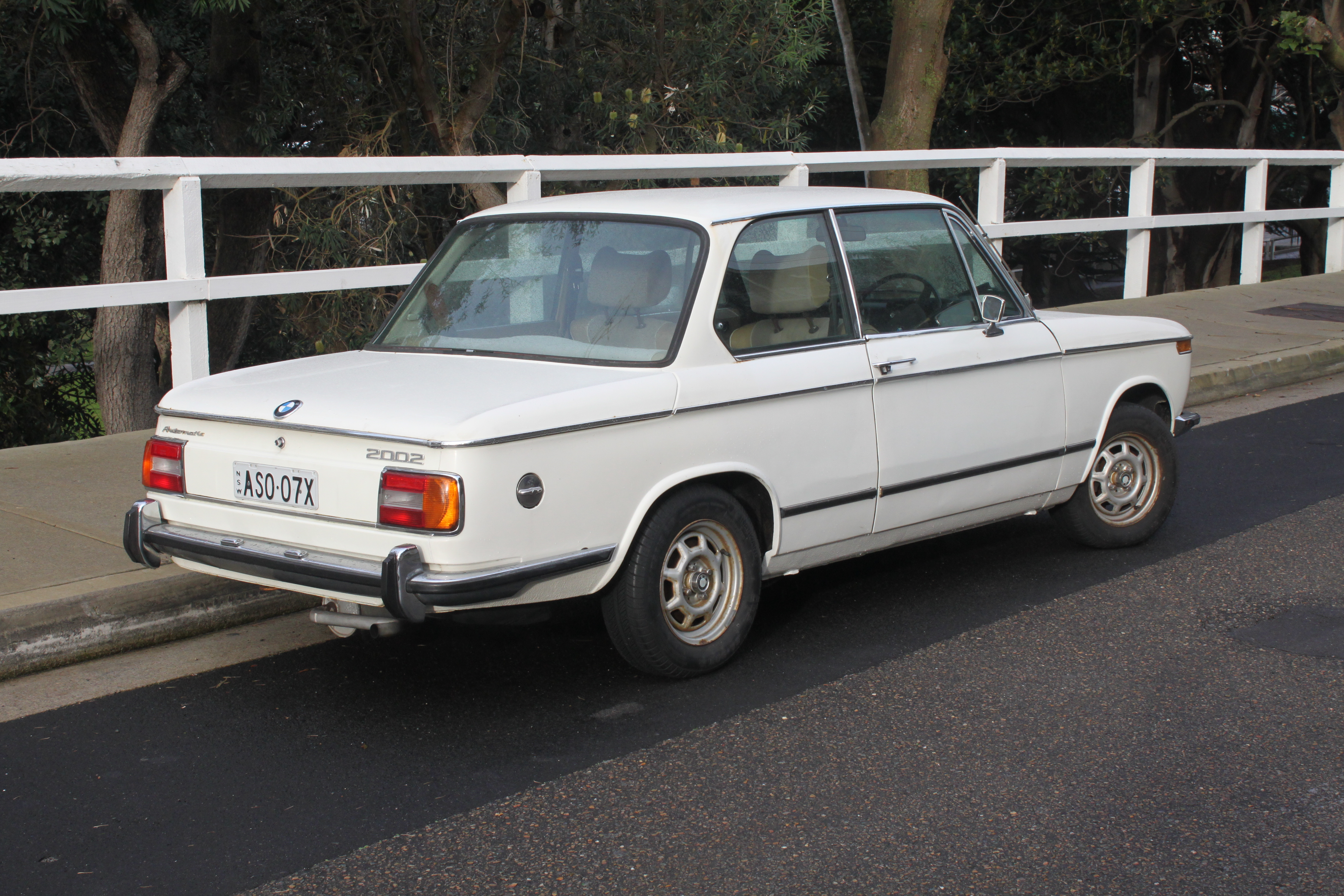
Фейслифтинг автомобиля

Автомобиль BMW 1502 являлся последним автомобилем семейства BMW 02. Его производство длилось до 1977 года.

## Специальные автомобили
- 2002 ti Diana
- 1602 Elektro
- 2002 GT4[9]

## Продажи
| Модель                                                                               | Продано            |
| ------------------------------------------------------------------------------------ | ------------------ |
| 2002 (1968—75)                                                                       | 339092             |
| 2002 turbo (1973—75)                                                                 | 1672               |
| 2002 tii (1971—75)                                                                   | 38703              |
| 2000/2002 Touring (1971—74)                                                          | 15969              |
| 2000/2002 tii Touring (1971—74)                                                      | 5783               |
| 02 Series Cabriolet (1967—75) 1600 Cabriolet (1967—71) 2002 Baur Cabriolet (1971—75) | 4199 (1682) (2517) |
| 1802 (1971—75)                                                                       | 83351              |
| 1600/1600-2/1602 (1966—75)                                                           | 266967             |
| 1600 TI (1967—68)                                                                    | 8670               |
| 1502 (1974—77)                                                                       | 72632              |